# لاموند موراي
لاموند موراي (بالإنجليزية: Lamond Murray)‏ مواليد 20 أبريل 1973 في باسادينا، هو لاعب كرة سلة أمريكي معتزل بدأ مسيرته الاحترافية في سنة 1994. تم اختياره من قبل فريق لوس أنجلوس كليبرز خلال الدرافت. يبلغ طوله 6 قدم 7 بوصة (2.0 م). اعتزل اللعب في 2012.

## المسيرة الاحترافية
لعب مع لوس أنجلوس كليبرز من سنة 1994 إلى 1999، ثم لعب مع كليفلاند كافالييرز من سنة 1999 إلى 2002، ثم لعب مع تورونتو رابتورز من سنة 2002 إلى 2005، ثم لعب مع بروكلين نتس في موسم 2005–2006، ثم لعب مع غوانغدونغ ساوثرن تايغرز في الدوري الصيني في سنة 2007.

## روابط خارجية
- لاموند موراي على موقع إن بي أي (الإنجليزية)
- لاموند موراي على موقع سبورتس رفرنس (الإنجليزية)
- لاموند موراي على موقع كرة السلة الأوروبية.كوم (الإنجليزية)
- لاموند موراي على موقع كلية كرة السلة في سبورتس رفرنس.كوم (الإنجليزية)
- لاموند موراي على موقع ريلجم (الإنجليزية)
- لاموند موراي على موقع بروبوليرز (الإنجليزية)